# Tomoya Fukumoto
Tomoya Fukumoto (født 17. juli 1999) er en japansk fodboldspiller, som spiller for den japanske fodboldklub Fagiano Okayama.